# Balantium beyrichii
Balantium beyrichii là một loài dương xỉ trong họ Dicksoniaceae. Loài này được Roem., Kze. mô tả khoa học đầu tiên năm 1837.
Danh pháp khoa học của loài này chưa được làm sáng tỏ. 